# Juan Calixto Sánchez Whyte
Juan Calixto Sánchez Whyte (Glasgow, Escocia, 3 de noviembre de 1924-Cuba, 28 de mayo de 1957) fue un piloto, revolucionario y mason cubano. Combatiente en la Segunda Guerra Mundial, participó en los preparativos de las acciones revolucionarias del 13 de marzo de 1957 en La Habana, Cuba, y fue el jefe de los combatientes de la Expedición del Corynthia.[cita requerida]

## Biografía
Juan Calixto Sánchez Whyte nace el 3 de noviembre de 1924 en Glasgow, Escocia. Hijo de Calixto Eugenio Sánchez, diplomático cubano en funciones de Inglaterra y la ciudadana inglesa Helen Whyte.
A la edad de 18 años, en 1942 se presentó voluntariamente en la Embajada de Canadá para ofrecer sus servicios como combatiente para la Segunda Guerra Mundial, donde cumplió numerosas misiones fundamentalmente como paracaidista en países como Francia, Holanda e Inglaterra logrando alcanzar el grado de sargento y ser incluido en el Cuadro de Honor del ejército canadiense.[cita requerida]
Al culminar la guerra regresa a Cuba y realiza sus estudios de bachillerato y de aviación, haciéndose un gran piloto y mecánico en esta rama. En 1953 resultó elegido Secretario General del Sindicato Aéreo[cita requerida] y después, de la Federación Aérea de Cuba. En marzo de 1957 decide renunciar a sus cargos e incorporarse a la lucha revolucionaria.[cita requerida]
En el Aeropuerto Internacional de la localidad General Peraza, en el entonces municipio  Santiago de las Vegas (hoy Boyeros) trabajaban muchos masones de la logia 28 de Enero, cuyo templo radicaba en la misma localidad, y asi Calixto Sanchez se relaciono con los masones, e ingreso en la francmasoneria en la logia America, que sesionaba en el Gran Templo Masonico (Carlos III, La HAbana)
El 13 de marzo en apoyo al ataque al Palacio Presidencial de Cuba, le correspondía la misión de atacar el aeropuerto de Rancho Boyeros, en las afueras de La Habana, lo cual no ocurrió. Al fracasar la acción principal marchó al exilio el 21 de marzo de 1957 donde organizó envíos de armas y hombres para la Revolución cubana y de inmediato se dedicó a preparar la expedición que arribó por la costa norte de la entonces provincia de Oriente.[cita requerida]
El 19 de mayo de 1957 parte el yate Corynthia hacia Cuba dirigido por Calixto Sánchez con el fin de unirse a Fidel Castro, que combatían por iguales propósitos y habían demostrado la pureza de sus ideales y la justeza de su causa.[cita requerida] El 23 de mayo de 1957 desembarcó en las costas de Mayarí, al norte de Oriente, la expedición del Corynthia, con un grupo de jóvenes de diferentes tendencias políticas que se reunieron bajo la égida de la Organización Auténtica, dirigida por el expresidente Carlos Prío Socarrás, y que se prepararon militarmente en México, Miami (Estados Unidos) y República Dominicana.[cita requerida]
El gobierno de Fulgencio Batista conocía el lugar del desembarco, y desde que tocaron tierra los combatientes fueron perseguidos por las fuerzas gubernamentales al mando del coronel Fermín Cowley Gallegos (asesinado en 1957), el cual ordenó que no quedara ningún expedicionario vivo. El 28 de mayo de 1957 fueron sorprendidos y asesinados, entre ellos Calixto Sánchez Whyte.[cita requerida]